# Myrmotherula fluminensis
Myrmotherula fluminensis là một loài chim trong họ Thamnophilidae.